# 茨田枚麻呂
茨田 枚麻呂（まんだ の ひらまろ、生年不明 - 天平勝宝7歳3月以前（755年4月頃））は、奈良時代中期の官人。名は枚万呂とも記される。姓は宿禰。官位は外従五位下・東市正。

## 経歴
聖武朝の天平15年（743年）9月、令旨により、法花玄賛を写経所に写させている。この時、「中宮少進」と見える。同16年（744年）7月、その宣により、盂蘭盆経を請経させ、同年、私願により、最勝王経を写さしめた。同17年正月、その宣により、丈六堂戸障子料の播磨紙を請わしめ、同17年（745年）4月18日の解に中宮少進・正六位上として名前が現れている。なお、『大日本古文書』の「中宮職」は「皇后宮職」の誤りではないか、と言われている。
同17年の4月、詫多真玉・国君麻呂らとともに正六位上から外従五位下に昇叙したとある。彼の場合は茨田弓束や茨田枚野の場合と異なり、最初から宿禰姓であり、以下もそうである。
同18年（746年）7月の近江国司解には同国介、外従五位下として署している
孝謙朝の天平勝宝元年（749年）8月、大原麻呂の後任の美作守に就任
同2年（750年）6月、その所願の心経を写させ、7月心経1000巻、薬師経12巻を写書所において写さしめ、同3年（751年）3月、その料筆墨を借用させた。ともに「茨田大夫」と記されている。
同7歳（755年）3月、大灌頂経を写経所に貸しているが、この時は「故茨田大夫家」となっており、既に没していた可能性がある。

## 官歴
注記のないものは『続日本紀』による。
- 天平15年（743年）9月：見中宮少進（皇后宮少進）？（『大日本古文書』より）
- 天平17年（745年）4月18日：見正六位上（『大日本古文書』より）。同月25日：外従五位下
- 天平18年（746年）7月：見近江介（『寧楽遺文』・『大日本古文書』・東大寺『東南院文書』より）
- 天平勝宝元年（749年）8月10日：美作守
- 天平勝宝7歳（755年）3月：見「故茨田大夫家」（『大日本古文書』より）